# دانیل بامبرگ
دانیل بامبرگ (به پرتغالی: Daniel José Bamberg) هافبک اهل برزیل است که در شهر São Lourenço برزیل و در تاریخ ۲۳ آوریل ۱۹۸۴ به دنیا آمده‌است.
دانیل بامبرگ در تیم‌های فوتبال Portuguesa سابقهٔ حضور دارد.